# Living the Dream Tour
Living the Dream Tour è il quarto album dal vivo del chitarrista statunitense Slash, pubblicato il 20 settembre 2019 dalla Eagle Records.

## Tracce
CD 1
1. The Call of the Wild – 4:40
2. Halo – 3:17
3. Standing in the Sun – 3:57
4. Ghost – 4:05
5. Back from Cali – 4:06
6. My Antidote – 4:21
7. Serve You Right – 6:08
8. Boulevard of Broken Hearts – 4:13
9. Shadow Life – 4:42
10. We're All Gonna Die – 5:05
11. Doctor Alibi – 3:21
12. Lost Inside the Girl – 6:21
13. Wicked Stone – 11:36

CD 2
1. Mind Your Manners – 3:31
2. Driving Rain – 4:30
3. By the Sword – 4:40
4. Nightrain – 6:30
5. Starlight – 5:46
6. You're a Lie – 3:36
7. World on Fire – 17:39
8. Avalon – 3:09
9. Anastasia – 9:00

DVD
1. The Call of the Wild
2. Halo
3. Standing in the Sun
4. Ghost
5. Back from Cali
6. My Antidote
7. Serve You Right
8. Boulevard of Broken Hearts
9. Shadow Life
10. We're All Gonna Die
11. Doctor Alibi
12. Lost Inside the Girl
13. Wicked Stone
14. Mind Your Manners
15. Driving Rain
16. By the Sword
17. Nightrain
18. Starlight
19. You're a Lie
20. World on Fire
21. Avalon
22. Anastasia
23. Live in London - Behind the Scenes (Bonus Feature)

## Formazione
Gruppo
- Slash – chitarra
- Myles Kennedy – voce
- Todd Kerns – basso, voce
- Brent Fitz – batteria, percussioni
- Frank Sidoris – chitarra ritmica

Produzione
- Jim Parsons – produzione, regia
- Peter Worslet – supervisione alla produzione
- Rob Gill – supervisione alla produzione
- Jeff Varner – produzione esecutiva
- Geoff Kempin – produzione esecutiva
- Terry Shand – produzione esecutiva

## Classifiche
| Classifica (2019)          | Posizione massima |
| -------------------------- | ----------------- |
| Belgio (Vallonia)          | 65                |
| Germania                   | 27                |
| Regno Unito (rock & metal) | 14                |
| Svizzera                   | 42                |